# خوسيه سانشيز (كاهن كاثوليكي)
خوسيه سانشيز (بالألمانية: José Sánchez González) (و. 1934  م) هو كاهن كاثوليكي إسباني.

## مناصب
تولى منصب أسقف كاثوليكي (منذ 19 مارس 1980)
- Titular Bishop of Rubicon ‏
- أسقف أبرشية [الإنجليزية]‏
- Bishop of Sigüenza-Guadalajara ‏
- auxiliary bishop of the archdiocese of Oviedo ‏
- أسقف من غير أبرشية [الإنجليزية]‏

.

## التعليم
تعلم في الجامعة البابوية في سلامنكا
.